# Gail Sherriff Chanfreau
Gail Chanfreau (z domu Sherriff; ur. 3 kwietnia 1945 w Bondi (Nowa Południowa Walia), Australia) – australijska i francuska tenisistka. Pod nazwiskiem Chanfreau grała w latach 1969–1975, jako Gail Lovera w latach 1976–2005, a od 2005 roku nosi nazwisko Gail Benedetti. Znana jest przede wszystkim z występów deblowych, w których aż cztery razy zwyciężyła French Open – w 1967, 1970 i 1971 z Françoise Durr, a w 1976 z Fiorellą Bonicelli. Jej ulubionym turniejem był właśnie ten rozgrywany w Paryżu, gdzie na 17 występów aż 12 razy dochodziła co najmniej do ćwierćfinału. Wystąpiła w barwach Australii w rozgrywkach Fed Cup w 1966 roku, natomiast w latach 1969–1980 grała już w reprezentacji Francji. Pochodzi z tenisowej rodziny, którą zapoczątkował tata Ross Sherriff (ur. 1919 rok), a kontynuował starszy brat Frederick Sherriff (ur. 1943) i młodsza siostra Carol Sherriff (ur. 1946).

## Kariera tenisowa
Gail Sherriff urodziła się w Australii, ale wyemigrowała do Francji w 1968 roku, w którym to poślubiła francuskiego tenisistę Jeana-Baptiste’a Chanfreau. Od tego momentu występowała w barwach Francji.
W 1963 roku wygrała deblowy juniorski Australian Championschips w parze z Patricią McClenaughan.
Starty seniorskie rozpoczęła w 1962 roku i już po dwóch latach, w styczniu 1964 roku, wystąpiła w finale gry pojedynczej i podwójnej w turnieju Australian Hardcourt Championships w Hobart. Rok później (trzy miesiące przed swoimi dwudziestymi urodzinami) wygrała swój pierwszy tytuł w singlu. W decydującym meczu w Adelaidzie pokonała czołową tenisistkę świata Billie Jean Moffitt (później King) 2:6, 6:4, 6:1.
W 1967 roku w parze z Françoise Durr wygrały French Championships. W ćwierćfinale pokonały znakomity brytyjski duet Ann Haydon-Jones–Virginia Wade 6:4, 2:6, 7:5, w walce o finał odprawiły parę australijską Judy Tegart–Lesley Turner 7:5, 6:2, a w decydującym meczu nie miały już najmniejszych problemów z Annette Van Zyl i Pat Walkden 6:2, 6:2.
Podczas singlowych rozgrywek na Wimbledonu w 1967 roku odpadła już w pierwszej rundzie, więc wystąpiła w „turnieju pocieszenia” Wimbledon Plate. Tam z kolei poradziła sobie świetnie dochodząc aż do finału – przegrała w nim z Patti Hogan 2:6, 7:9.
Po rozpoczęciu ery open Gail Chanfreau nie zwolniła tempa. W 1969 roku wygrała prestiżowy turniej w Indianapolis zarówno w grze pojedynczej, jak i podwójnej. W singlu pokonała Lindę Tuero 6:2, 6:2, a w deblu (wspólnie z Lesley Turner Bowrey) Emilie Burrer i ponownie Tuero 6:0, 10:8. Rok później Tuero zrewanżowała się Chanfreau w finale tego samego turnieju wynikiem 5:7, 1:6.
Najlepszym sezonem w karierze był dla Chanfreau rok 1971. W grze pojedynczej osiągnęła ćwierćfinał French Open i trzecią rundę US Open, wygrała tytuł w Monte Carlo (w finale pokonała Betty Stöve 6:4, 4:6, 6:4) oraz doszła do finału w Katanii (porażka z Virginią Wade 0:6, 3:6). W grze podwójnej obroniła mistrzostwo w Paryżu, doszła do finału US Open i zaliczyła też półfinał Wimbledonu. Wygrała ponadto turniej w Katanii oraz osiągnęła finały w Christchurch, Newport, Wenecji i Cincinnati.
W 1972 roku na mączce w Barcelonie po raz drugi w erze otwartego tenisa triumfowała w obydwu kategoriach. W grze pojedynczej wygrała ze swoją rodaczką Nathalie Fuchs 6:1, 6:4, a w deblu, u boku Fuchs, pokonała Michèle Gurdal i Monique Van Haver 6:4, 6:2. W 1973 roku nie występowała ze względu na urlop macierzyński. Rok po urodzeniu dziecka odniosła ostatnie zwycięstwo w singlu podczas turnieju w Aix-en-Provence, a ostatni finał osiągnęła dwa lata później w Gstaad.
W turniejach gry podwójnej radziła sobie lepiej, gdyż w 1974 roku po raz czwarty w karierze wystąpiła w finale French Open. Tym razem, po raz pierwszy, przegrała decydujący mecz – wspólnie z Katją Ebbinghaus przegrały z Chris Evert i Olgą Morozową 4:6, 6:2, 1:6. Dwa lata później sięgnęła po czwarty trium na paryskich kortach. Wspólnie z Fiorellą Bonicelli pokonały parę Kathleen Harter–Helga Niessen Masthoff 6:4, 1:6, 6:3. W 1978 roku po raz ostatni udało się Gail Chanfreau Lovera osiągnąć finał wielkoszlemowej imprezy. Podczas French Open 1978 wspólnie z Lesley Turner Bowrey przegrały jednak z Mimą Jaušovec i Virginią Ruzici 7:5, 4:6, 6:8. Było to zderzenie pokoleń, gdyż Lovera miała wówczas 33 lata, Turner Bowrey prawie 36, a ich rywalki 22 i 23.
Ostatni mecz w głównej drabince turnieju wielkoszlemowego zaliczyła w sezonie 1982 podczas French Open. W 1984 roku zagrała tam po raz ostatni, ale nie przeszła eliminacji. Starty w zawodach gry podwójnej zakończyła w 1984 roku. Później zdarzały jej się pojedyncze występy w małych turniejach ITF (1989, 1991, 1994, 1998), lecz bez żadnych sukcesów.
Ostatni mecz singlowy rozegrała w grudniu 1990 roku, kiedy to przegrała w pierwszej rundzie kwalifikacji do turnieju ITF we francuskim Le Harve z Holenderką Amy Van Buuren 7:5, 4:6, 2:6. Miała wówczas ponad 45 lat. Ostatni pojedynek deblowy rozegrała w kwietniu 1998 roku, w parze z trzydzieści sześć lat młodszą Sophie Lefèvre, przegrywając ćwierćfinał turnieju ITF w Gelos z Ancą Dumitrescu i Kelly Liggan 6:3, 5:7, 1:6.
Po zakończeniu występów w oficjalnych turniejach tenisowych z powodzeniem rywalizuje wśród emerytowanych tenisistek. Była sklasyfikowana na pierwszym miejscu rankingu w kategorii kobiet powyżej 65. roku życia w latach 2011–2013, a w 2015 powyżej siedemdziesięciu lat. W tej kategorii wiekowej rok 2018 zakończyła na drugim miejscu.

## Życie prywatne
17 grudnia 1968 roku w Sydney wyszła za mąż za francuskiego tenisistę Jeana-Baptiste’a Chanfreau, z którym grała w mikście trzykrotnie podczas French Open (w 1968 roku doszli do ćwierćfinału, a w 1967 i 1972 – do drugiej rundy), trzykrotnie podczas Wimbledonu (1967 – pierwsza runda, 1968 – druga, 1969 – trzecia) i raz podczas Australian Open (1969 – pierwsza runda). W październiku 1973 urodziła córkę Carol Ann.
W 1974 i 1975 roku podczas Wimbledonu, w 1975 podczas US Open i w 1980 podczas French Open grała w mikście z innym francuskim tenisistą, Jeanem Loverą, swoim późniejszym drugim mężem. Z Loverą pobrali się 12 lutego 1976 roku w Champagnier we Francji. Długo po zakończeniu kariery, 29 września 2005 roku, w Ville-di-Pierrabugno na Korsyce po raz trzeci wyszła za mąż, został nim Jean-Philippe Benedetti.

## Finały wielkoszlemowe w grze podwójnej
| Końcowy wynik | Rok  | Turniej     | Partnerka          | Przeciwniczki w finale                 | Wynik         |
| ------------- | ---- | ----------- | ------------------ | -------------------------------------- | ------------- |
| Zwyciężczyni  | 1967 | French Open | Françoise Durr     | Annette Van Zyl Pat Walkden            | 6:2, 6:2      |
| Zwyciężczyni  | 1970 | French Open | Françoise Durr     | Rosie Casals Billie Jean King          | 6:1, 3:6, 6:3 |
| Zwyciężczyni  | 1971 | French Open | Françoise Durr     | Helen Gourlay Kerry Harris             | 6:4, 6:1      |
| Finalistka    | 1971 | US Open     | Françoise Durr     | Rosie Casals Judy Tegart               | 6:3, 6:3      |
| Finalistka    | 1974 | French Open | Katja Burgemeister | Chris Evert Olga Morozowa              | 4:6, 6:2, 1:6 |
| Zwyciężczyni  | 1976 | French Open | Fiorella Bonicelli | Kathleen Harter Helga Niessen Masthoff | 6:4, 1:6, 6:3 |
| Finalistka    | 1978 | French Open | Lesley Bowrey      | Mima Jaušovec Virginia Ruzici          | 7:5, 4:6, 6:8 |

## Historia występów wielkoszlemowych
Legenda
     W, wygrany turniej
     F, przegrana w finale
     SF, przegrana w półfinale
     QF, przegrana w ćwierćfinale
     xR, przegrana w x rundzie
      A, brak startu
     NH, turniej się nie odbył
Turniej Australian Open odbył się dwukrotnie w 1977 roku (styczeń i grudzień), za to nie został rozegrany w 1986.
     Początek Ery Open

### Występy w grze pojedynczej
| Turniej                | 1962                        | 1963                        | 1964                        | 1965                        | 1966                        | 1967                        | 1968                        | 1968                        | 1969                        | 1970                        | 1971                        | 1972                        | 1973                        | 1974                        | 1975 | 1976 | 1977 | 1977 | 1978 | 1979 | 1980 | 1981             | 1982             | 1983             | 1984             | Tytuły (w EO)   | Z–P (w EO)        |
| ---------------------- | --------------------------- | --------------------------- | --------------------------- | --------------------------- | --------------------------- | --------------------------- | --------------------------- | --------------------------- | --------------------------- | --------------------------- | --------------------------- | --------------------------- | --------------------------- | --------------------------- | ---- | ---- | ---- | ---- | ---- | ---- | ---- | ---------------- | ---------------- | ---------------- | ---------------- | --------------- | ----------------- |
| Australian Open        | 1R                          | 3R                          | 2R                          | 2R                          | 3R                          | QF                          | 3R                          |                             | 1R                          | A                           | 1R                          | QF                          | A                           | A                           | A    | A    | A    | A    | A    | A    | 1R   | A                | A                | A                | A                | 0 / 11 (0 / 4)  | 10 – 10 (2 – 3)   |
| French Open            | A                           | A                           | A                           | 4R                          | 4R                          | 4R                          |                             | QF                          | 2R                          | 3R                          | QF                          | 4R                          | A                           | 1R                          | 2R   | 2R   | A    | A    | 1R   | 1R   | 1R   | 1R               | 1R               | A                | Q1               | 0 / 16 (0 / 13) | 18 – 16 (12 – 13) |
| Wimbledon              | A                           | A                           | A                           | 2R                          | 3R                          | 1R                          |                             | 1R                          | 2R                          | 3R                          | 2R                          | 1R                          | A                           | 2R                          | 1R   | 1R   | 2R   | 2R   | Q2   | 1R   | A    | A                | A                | A                | A                | 0 / 13 (0 / 10) | 6 – 13 (3 – 10)   |
| US Open                | A                           | A                           | A                           | 2R                          | 1R                          | A                           |                             | A                           | 2R                          | 2R                          | 3R                          | A                           | A                           | 1R                          | 1R   | 2R   | 1R   | 1R   | 2R   | 1R   | A    | A                | A                | A                | A                | 0 / 11 (0 / 9)  | 7 – 11 (6 – 9)    |
|                        |                             |                             |                             |                             |                             |                             |                             |                             |                             |                             |                             |                             |                             |                             |      |      |      |      |      |      |      |                  |                  |                  |                  |                 |                   |
| Ranking na koniec roku | Ranking nie był publikowany | Ranking nie był publikowany | Ranking nie był publikowany | Ranking nie był publikowany | Ranking nie był publikowany | Ranking nie był publikowany | Ranking nie był publikowany | Ranking nie był publikowany | Ranking nie był publikowany | Ranking nie był publikowany | Ranking nie był publikowany | Ranking nie był publikowany | Ranking nie był publikowany | Ranking nie był publikowany | 71   | 56   |      |      | 63   |      | 103  | nie uwzględniona | nie uwzględniona | nie uwzględniona | nie uwzględniona | 0 / 51 (0 / 36) | 41 – 50 (23 – 35) |

### Występy w grze podwójnej
| Australian Open        | A                           | A                           | A                           | 2R                          | QF                          | 1R                          | SF                          |                             | QF                          | A                           | A                           | SF                          | A                           | A                           | A                           | A                           | A                           | A                           | A                           | A                           | 1R                          | A                           | A                           | A                           | A                           | 0 / 7 (0 / 3)   | 7 – 7 (2 – 3)     |  |  |  |  |  |  |  |  |  |  |
| French Open            | A                           | A                           | A                           | SF                          | QF                          | W                           |                             | QF                          | SF                          | W                           | W                           | 2R                          | A                           | F                           | SF                          | W                           | A                           | A                           | F                           | QF                          | 1R                          | 2R                          | 2R                          | A                           | 1R                          | 4 / 17 (3 / 14) | 38 – 13 (28 – 11) |  |  |  |  |  |  |  |  |  |  |
| Wimbledon              | A                           | A                           | A                           | 2R                          | 2R                          | QF                          |                             | 1R                          | QF                          | QF                          | SF                          | 1R                          | A                           | 3R                          | SF                          | A                           | A                           | A                           | 1R                          | A                           | A                           | A                           | A                           | A                           | A                           | 0 / 11 (0 / 8)  | 17 – 11 (14 – 8)  |  |  |  |  |  |  |  |  |  |  |
| US Open                | A                           | A                           | A                           | A                           | SF                          | A                           |                             | A                           | QF                          | SF                          | F                           | A                           | A                           | A                           | 1R                          | 3R                          | A                           | A                           | A                           | A                           | A                           | A                           | A                           | A                           | A                           | 0 / 6 (0 / 5)   | 15 – 5 (11 – 4)   |  |  |  |  |  |  |  |  |  |  |
|                        |                             |                             |                             |                             |                             |                             |                             |                             |                             |                             |                             |                             |                             |                             |                             |                             |                             |                             |                             |                             |                             |                             |                             |                             |                             |                 |                   |  |  |  |  |  |  |  |  |  |  |
| Ranking na koniec roku | Ranking nie był publikowany | Ranking nie był publikowany | Ranking nie był publikowany | Ranking nie był publikowany | Ranking nie był publikowany | Ranking nie był publikowany | Ranking nie był publikowany | Ranking nie był publikowany | Ranking nie był publikowany | Ranking nie był publikowany | Ranking nie był publikowany | Ranking nie był publikowany | Ranking nie był publikowany | Ranking nie był publikowany | Ranking nie był publikowany | Ranking nie był publikowany | Ranking nie był publikowany | Ranking nie był publikowany | Ranking nie był publikowany | Ranking nie był publikowany | Ranking nie był publikowany | Ranking nie był publikowany | Ranking nie był publikowany | Ranking nie był publikowany | Ranking nie był publikowany | 4 / 41 (3 / 30) | 77 – 36 (55 – 26) |  |  |  |  |  |  |  |  |  |  |

### Występy w grze mieszanej
| Australian Open | A | A | A | QF | QF | 1R | 2R |    | 1R | turnieju nie rozgrywano | turnieju nie rozgrywano | turnieju nie rozgrywano | turnieju nie rozgrywano | turnieju nie rozgrywano | turnieju nie rozgrywano | turnieju nie rozgrywano | turnieju nie rozgrywano | turnieju nie rozgrywano | turnieju nie rozgrywano | turnieju nie rozgrywano | turnieju nie rozgrywano | turnieju nie rozgrywano | turnieju nie rozgrywano | turnieju nie rozgrywano | 0 / 5 (0 / 1)   | 4 – 3 (0 – 1)     |  |  |  |  |  |  |  |  |  |
| French Open     | A | A | A | 3R | 3R | 2R |    | QF | 3R | QF                      | SF                      | 2R                      | A                       | SF                      | QF                      | SF                      | A                       | 2R                      | QF                      | 1R                      | 1R                      | 1R                      | A                       | A                       | 0 / 16 (0 / 13) | 21 – 14 (16 – 11) |  |  |  |  |  |  |  |  |  |
| Wimbledon       | A | A | A | 2R | A  | 1R |    | 2R | 3R | 2R                      | A                       | A                       | A                       | 3R                      | 3R                      | A                       | A                       | A                       | A                       | A                       | A                       | A                       | A                       | A                       | 0 / 7 (0 / 5)   | 4 – 7 (4 – 5)     |  |  |  |  |  |  |  |  |  |
| US Open         | A | A | A | A  | A  | A  |    | A  | 1R | QF                      | A                       | A                       | A                       | A                       | 1R                      | A                       | A                       | A                       | A                       | A                       | A                       | A                       | A                       | A                       | 0 / 3 (0 / 3)   | 1 – 3 (1 – 3)     |  |  |  |  |  |  |  |  |  |
|                 |   |   |   |    |    |    |    |    |    |                         |                         |                         |                         |                         |                         |                         |                         |                         |                         |                         |                         |                         |                         |                         |                 |                   |  |  |  |  |  |  |  |  |  |
|                 |   |   |   |    |    |    |    |    |    |                         |                         |                         |                         |                         |                         |                         |                         |                         |                         |                         |                         |                         |                         |                         | 0 / 31 (0 / 22) | 30 – 27 (21 – 20) |  |  |  |  |  |  |  |  |  |

## Finały turniejów WTA
| Legenda                | Legenda |
| ---------------------- | ------- |
| Wielki Szlem           |         |
| Igrzyska olimpijskie   |         |
| WTA Tour Championships |         |
| 1971 – 1987            |         |
| Virginia Slims Circuit |         |
| Grand Prix Series      |         |
| Colgate Series         |         |

### Gra pojedyncza 66 (41–25)

#### Przed Erą Open 28 (14–14)
| Końcowy wynik | Nr  | Data                 | Turniej         | Nawierzchnia | Przeciwniczka         | Wynik finału   |
| ------------- | --- | -------------------- | --------------- | ------------ | --------------------- | -------------- |
| Finalistka    | 1.  | 26 stycznia 1964     | Hobart          | Ceglana      | Madonna Schacht       | 6:1, 6:8, 8:10 |
| Zwyciężczyni  | 1.  | 2 stycznia 1965      | Adelaide        | Trawiasta    | Billie Jean Moffitt   | 2:6, 6:4, 6:1  |
| Zwyciężczyni  | 2.  | 14 marca 1965        | Kair            | Ceglana      | Jacqueline Rees-Lewis | 6:4, 6:1       |
| Finalistka    | 2.  | 21 marca 1965        | Aleksandria     | Ceglana      | Madonna Schacht       | 3:6, 6:2, 5:7  |
| Zwyciężczyni  | 3.  | 28 marca 1965        | Menton          | Ceglana      | Virginia Wade         | 6:4, 4:6, 6:2  |
| Zwyciężczyni  | 4.  | 3 maja 1965          | Paryż           | Ceglana      | Fay Toyne             | 6:3, 1:6, 6:3  |
| Finalistka    | 3.  | 31 maja 1965         | Bruksela        | Ceglana      | Julie Heldman         | 7:9, 1:6       |
| Finalistka    | 4.  | 17 sierpnia 1965     | Kitzbühel       | Ceglana      | Annette Van Zyl       | 4:6, 3:6       |
| Finalistka    | 5.  | 24 sierpnia 1965     | Sankt Moritz    | Ceglana      | Edda Buding           | 1:6, 6:4, 3:6  |
| Finalistka    | 6.  | 20 marca 1966        | Caracas         | Ceglana      | Norma Baylon          | 6:2, 5:7, 4:6  |
| Finalistka    | 7.  | 27 marca 1966        | Meksyk (miasto) | Ceglana      | Norma Baylon          | brak danych    |
| Zwyciężczyni  | 5.  | 1 maja 1966          | Buenos Aires    | Ceglana      | Norma Baylon          | 6:3, 6:3       |
| Finalistka    | 8.  | 23 maja 1966         | Bruksela        | Ceglana      | Judy Tegart           | 4:6, 4:6       |
| Finalistka    | 9.  | 23 października 1966 | Nambour         | Ceglana      | Lesley Turner         | 4:6, 4:6       |
| Finalistka    | 10. | 27 marca 1967        | Monte Carlo     | Ceglana      | Helga Schultze        | 4:6, 2:6       |
| Zwyciężczyni  | 6.  | 2 kwietnia 1967      | Aix-en-Provence | Ceglana      | Jill Cottrill         | 7:5, 13:11     |
| Zwyciężczyni  | 7.  | 21 maja 1967         | Bruksela        | Ceglana      | Ingrid Loeys          | 4:6, 7:5, 6:1  |
| Finalistka    | 11. | 18 lipca 1967        | Düsseldorf      | Ceglana      | Helga Schultze        | 6:3, 3:6, 0:6  |
| Finalistka    | 12. | 22 lipca 1967        | Frinton-On-Sea  | Trawiasta    | Ann Haydon-Jones      | 0:6, 2:6       |
| Finalistka    | 13. | 21 sierpnia 1967     | Kitzbühel       | Ceglana      | Françoise Durr        | 3:6, 3:6       |
| Zwyciężczyni  | 8.  | 30 sierpnia 1967     | Bejrut          | Ceglana      | Vlasta Vopičková      | 6:1, 1:6, 6:2  |
| Zwyciężczyni  | 9.  | 18 września 1967     | Versailles      | Ceglana      | Fay Toyne             | 9:7, 6:3       |
| Zwyciężczyni  | 10. | 24 września 1967     | Paryż           | Ceglana      | Fay Toyne             | 0:6, 6:1, 6:3  |
| Finalistka    | 14. | 5 lutego 1968        | Auckland        | Trawiasta    | Kerry Melville        | 6:8, 1:6       |
| Zwyciężczyni  | 11. | 10 marca 1968        | Kair            | Ceglana      | Monique Salfati       | 6:4, 6:2       |
| Zwyciężczyni  | 12. | 1 kwietnia 1968      | Menton          | Ceglana      | Vlasta Vopičková      | 6:1, 6:0       |
| Zwyciężczyni  | 13. | 7 kwietnia 1968      | Nicea           | Ceglana      | Robin Lloyd           | 9:7, 6:4       |
| Zwyciężczyni  | 14. | 21 kwietnia 1968     | Aix-en-Provence | Ceglana      | Rosie Darmon          | 6:3, 6:1       |

#### W Erze Open 38 (27–11)
| Końcowy wynik | Nr  | Data                 | Turniej          | Nawierzchnia   | Przeciwniczka          | Wynik finału          |
| ------------- | --- | -------------------- | ---------------- | -------------- | ---------------------- | --------------------- |
| Zwyciężczyni  | 1.  | 1 maja 1968          | Paryż            | Ceglana        | Helen Amos             | 6:1, 6:0              |
| Zwyciężczyni  | 2.  | 26 maja 1968         | Bruksela         | Ceglana        | Marilyn Aschner        | 6:3, 6:2              |
| Zwyciężczyni  | 3.  | 16 czerwca 1968      | Casablanca       | Ceglana        | Alice Tym              | 6:1, 6:4              |
| Zwyciężczyni  | 4.  | 8 lipca 1968         | Travemünde       | Ceglana        | Alena Palmeová         | 6:4, 6:4              |
| Zwyciężczyni  | 5.  | 14 lipca 1968        | Düsseldorf       | Ceglana        | Helga Niessen          | 6:4, 1:6, 6:2         |
| Zwyciężczyni  | 6.  | 18 lipca 1968        | Le Touquet       | Ceglana        | Esmé Emmanuel          | 6:4, 7:5              |
| Zwyciężczyni  | 7.  | 28 lipca 1968        | Deauville        | Ceglana        | Rosie Darmon           | 6:1, 2:6, 6:1         |
| Finalistka    | 1.  | 18 sierpnia 1968     | Knokke-Heist     | Ceglana        | Judy Tegart            | 3:6, 5:7              |
| Zwyciężczyni  | 8.  | 25 sierpnia 1968     | Stambuł          | Ceglana        | Lesley Turner Bowrey   | 6:2, 7:5              |
| Zwyciężczyni  | 9.  | 1 września 1968      | Ankara           | Ceglana        | Lesley Turner Bowrey   | 6:3, 7:5              |
| Zwyciężczyni  | 10. | 8 września 1968      | Burummana        | Ceglana        | Lesley Turner Bowrey   | 6:2, 9:7              |
| Zwyciężczyni  | 11. | 2 października 1968  | Paryż            | Ceglana        | Odile de Roubin        | 6:0, 6:1              |
| Zwyciężczyni  | 12. | 9 grudnia 1968       | Gold Coast       | Ceglana        | Lexie Kenny            | 6:1, 6:3              |
| Zwyciężczyni  | 13. | 5 stycznia 1969      | Sydney           | Trawiasta      | Lany Kaligis           | 6:0, 6:0              |
| Finalistka    | 2.  | 30 marca 1969        | Nicea            | Ceglana        | Jane Bartkowicz        | 3:6, 4:6              |
| Zwyciężczyni  | 14. | 4 maja 1969          | Neaopl           | Ceglana        | Laura Rossouw          | 6:4, 6:2              |
| Finalistka    | 3.  | 20 lipca 1969        | Cincinnati       | Ceglana        | Lesley Turner Bowrey   | 6:1, 5:7, 10:10 krecz |
| Zwyciężczyni  | 15. | 27 lipca 1969        | Indianapolis     | Ceglana        | Linda Tuero            | 6:2, 6:2              |
| Zwyciężczyni  | 16. | 16 lutego 1970       | La Chataigneraie | Ceglana (hala) | Daniele Bouteleux      | 7:5, 7:5              |
| Finalistka    | 4.  | 2 marca 1970         | Lyon             | Twarda (hala)  | Odile de Roubin        | 2:6, 2:6              |
| Zwyciężczyni  | 12. | 16 marca 1970        | Menton           | Ceglana        | Corinne Molesworth     | 6:1, 6:2              |
| Zwyciężczyni  | 13. | 22 marca 1970        | Nicea            | Ceglana        | Marijke Schaar         | 7:5, 6:8, 6:2         |
| Finalistka    | 5.  | 30 marca 1970        | Monte Carlo      | Ceglana        | Helga Niessen Masthoff | 7:9, 3:6              |
| Finalistka    | 6.  | 2 sierpnia 1970      | Indianapolis     | Ceglana        | Linda Tuero            | 5:7, 1:6              |
| Zwyciężczyni  | 14. | 10 stycznia 1971     | Hobart           | Trawiasta      | Kerry Harris           | 6:1 2:6, 6:2          |
| Zwyciężczyni  | 15. | 11 kwietnia 1971     | Monte Carlo      | Ceglana        | Betty Stöve            | 6:4, 4:6, 6:4         |
| Finalistka    | 7.  | 18 kwietnia 1971     | Palermo          | Ceglana        | Helga Schultze-Hösl    | 3:6, 6:4, 6:7         |
| Finalistka    | 8.  | 25 kwietnia 1971     | Katania          | Ceglana        | Virginia Wade          | 6:1, 6:7, 2:6         |
| Zwyciężczyni  | 16. | 12 marca 1972        | Kair             | Ceglana        | Lea Pericoli           | 6:1, 6:2              |
| Zwyciężczyni  | 17. | 22 października 1972 | Barcelona        | Ceglana        | Nathalie Fuchs         | 6:1, 6:4              |
| Zwyciężczyni  | 18. | 8 kwietnia 1974      | Nicea            | Ceglana        | Heidi Orth             | 6:3, 6:1              |
| Zwyciężczyni  | 19. | 14 kwietnia 1974     | Monte Carlo      | Ceglana        | Heidi Orth             | 6:5 krecz             |
| Zwyciężczyni  | 20. | 4 maja 1974          | Lee-on-Solent    | Ceglana        | Sue Mappin             | 6:2, 6:2              |
| Zwyciężczyni  | 21. | 13 lipca 1974        | Dublin           | Trawiasta      | Raquel Giscafré        | 6:4, 6:1              |
| Finalistka    | 9.  | 11 sierpnia 1974     | Indianapolis     | Ceglana        | Chris Evert            | 0:6, 0:6              |
| Zwyciężczyni  | 22. | 15 września 1974     | Aix-en-Provence  | Ceglana        | Odile de Roubin        | 6:3, 6:4              |
| Zwyciężczyni  | 23. | 31 marca 1975        | Monte Carlo      | Ceglana        | Helga Niessen Masthoff | 3:6, 7:5, 6:2         |
| Zwyciężczyni  | 24. | 5 maja 1975          | Nicea            | Ceglana        | Carmen Perea           | 6:4, 7:5              |
| Finalistka    | 10. | 11 lipca 1976        | Gstaad           | Ceglana        | Michèle Gurdal         | 6:4, 2:6, 3:6         |
| Zwyciężczyni  | 25. | 2 kwietnia 1978      | Barcelona        | Ceglana        | Vicky Baldovinos       | 6:1, 6:3              |
| Finalistka    | 11. | 10 kwietnia 1978     | Monte Carlo      | Ceglana        | Brigitte Simon-Glinel  | 5:7, 1:6              |
| Zwyciężczyni  | 26. | 30 marca 1980        | Nicea            | Ceglana        | Elly Appel-Vessies     | 3:6, 6:4, 6:2         |
| Zwyciężczyni  | 27. | 12 kwietnia 1981     | Nicea            | Ceglana        | Andrea Temesvári       | 6:2, 6:1              |

### Gra podwójna 80 (50–30)

#### Przed Erą Open 30 (19–11)
| Końcowy wynik | Nr  | Data                 | Turniej                  | Nawierzchnia | Partnerka             | Przeciwniczki                         | Wynik finału  |
| ------------- | --- | -------------------- | ------------------------ | ------------ | --------------------- | ------------------------------------- | ------------- |
| Zwyciężczyni  | 1.  | 31 marca 1963        | Sydney                   | Ceglana      | Patricia McClenaughan | Kaye Dening Jan Lehane                | 5:7, 6:3, 6:3 |
| Finalistka    | 1.  | 26 stycznia 1964     | Hobart                   | Ceglana      | Kerry Melville        | Robyn Ebbern Joan Gibson              | 6:2, 4:6, 5:7 |
| Finalistka    | 2.  | 2 marca 1964         | Tamworth                 | Ceglana      | Carol Sherriff        | Robyn Ebbern Madonna Schacht          | 4:6, 2:6      |
| Zwyciężczyni  | 2.  | 14 marca 1965        | Kair                     | Ceglana      | Madonna Schacht       | Jill Blackman Elizabeth Starkie       | 6:1, 6:4      |
| Finalistka    | 3.  | 2 stycznia 1965      | Adelaide                 | Trawiasta    | Carol Sherriff        | Robyn Ebbern Billie Jean Moffitt      | 1:6, 2:6      |
| Zwyciężczyni  | 3.  | 11 kwietnia 1965     | Nicea                    | Ceglana      | Carol Sherriff        | Julie Heldman Helga Schultze          | 6:3, 6:8, 6:4 |
| Finalistka    | 4.  | 18 kwietnia 1965     | Monte Carlo              | Ceglana      | Judy Tegart           | Silvana Lazzarino Lea Pericoli        | 2:6, 4:6      |
| Zwyciężczyni  | 4.  | 25 kwietnia 1965     | Aix-en-Provence          | Ceglana      | Carol Sherriff        | Jill Blackman Christiane Mercelis     | 7:5, 4:6, 6:3 |
| Finalistka    | 5.  | 3 maja 1965          | Paryż                    | Ceglana      | Carol Sherriff        | Jill Blackman Janine Lieffrig         | 4:6, 3:6      |
| Zwyciężczyni  | 5.  | 17 sierpnia 1965     | Kitzbühel                | Ceglana      | Annette Van Zyl       | Alena Palmeová Jitka Volavková        | 6:1, 6:0      |
| Finalistka    | 6.  | 6 marca 1966         | Curaçao                  | Ceglana      | Norma Baylon          | Donna Fales Betty Stöve               | 3:6, 6:4, 6:8 |
| Zwyciężczyni  | 6.  | 14 marca 1966        | Barranquila              | Ceglana      | Norma Baylon          | Robyn Ebbern Madonna Schacht          | 4:6, 6:1, 6:0 |
| Zwyciężczyni  | 7.  | 20 marca 1966        | Caracas                  | Ceglana      | Norma Baylon          | Robyn Ebbern Madonna Schacht          | 7:5, 6:2      |
| Zwyciężczyni  | 8.  | 27 marca 1966        | Meksyk (miasto)          | Ceglana      | Norma Baylon          | Yola Ramírez Elena Subirats           | 6:4, 12:10    |
| Zwyciężczyni  | 9.  | 3 kwietnia 1966      | San Juan                 | Ceglana      | Norma Baylon          | Stephanie DeFina Mary-Ann Eisel       | 4:6, 6:4, 6:4 |
| Zwyciężczyni  | 10. | 10 kwietnia 1966     | St. Petersburg (Floryda) | Ceglana      | Norma Baylon          | Wendy Overton Nancy Richey            | 6:4, 6:3      |
| Zwyciężczyni  | 11. | 1 maja 1966          | Buenos Aires             | Ceglana      | Norma Baylon          | Mabel Bove Graciela Lombardi          | 6:3, 6:2      |
| Finalistka    | 7.  | 24 lipca 1966        | Hilversum                | Ceglana      | Betty Stöve           | Elly Krocke Annette Van Zyl           | 3:6, 6:2, 1:6 |
| Finalistka    | 8.  | 23 października 1966 | Nambour                  | Ceglana      | Fay Toyne             | Karen Krantzcke Lesley Turner         | 5:7, 1:6      |
| Zwyciężczyni  | 12. | 8 stycznia 1967      | Perth                    | Trawiasta    | Françoise Durr        | Rosie Casals Nancy Richey             | 4:6, 6:4, 6:4 |
| Finalistka    | 9.  | 6 lutego 1967        | Auckland                 | Trawiasta    | Kerry Melville        | Rosie Casals Lesley Turner            | 4:6, 8:10     |
| Zwyciężczyni  | 13. | 3 czerwca 1967       | French Championships     | Ceglana      | Françoise Durr        | Annette Van Zyl Pat Walkden           | 6:2, 6:2      |
| Finalistka    | 10. | 7 sierpnia 1967      | Hamburg                  | Ceglana      | Françoise Durr        | Judy Tegart Lesley Turner             | 6:8, 1:6      |
| Finalistka    | 11. | 7 stycznia 1968      | Perth                    | Trawiasta    | Margaret Smith Court  | Rosie Casals Billie Jean King         | 6:8, 6:4, 2:6 |
| Zwyciężczyni  | 14. | 14 stycznia 1968     | Hobart                   | Trawiasta    | Margaret Smith Court  | Mary-Ann Eisel Judy Tegart            | 6:2, 6:4      |
| Zwyciężczyni  | 15. | 5 lutego 1968        | Auckland                 | Trawiasta    | Kerry Melville        | Ada Bakker Astrid Suurbeek            | 6:0, 6:2      |
| Zwyciężczyni  | 16. | 1 kwietnia 1968      | Menton                   | Ceglana      | Carol Sherriff        | Lidy Venneboer Tine Zwaan             | 6:2, 8:6      |
| Zwyciężczyni  | 17. | 7 kwietnia 1968      | Nicea                    | Ceglana      | Carol Sherriff        | Roberta Beltrame Helen Gourlay        | 3:6, 7:5, 7:5 |
| Zwyciężczyni  | 18. | 14 kwietnia 1968     | Monte Carlo              | Ceglana      | Carol Sherriff        | Roberta Beltrame Francesca Gordigiani | 8:6, 7:5      |
| Zwyciężczyni  | 19. | 21 kwietnia 1968     | Aix-en-Provence          | Ceglana      | Marilyn Aschner       | Edda Buding Rosie Darmon              | 8:6, 6:3      |

#### W Erze Open 50 (31–19)
| Końcowy wynik | Nr  | Data                 | Turniej         | Nawierzchnia    | Partnerka              | Przeciwniczki                             | Wynik finału    |
| ------------- | --- | -------------------- | --------------- | --------------- | ---------------------- | ----------------------------------------- | --------------- |
| Zwyciężczyni  | 1.  | 1 maja 1968          | Paryż           | Ceglana         | Helen Amos             | Rosie Darmon Monique Salfati              | 6:2, 6:3        |
| Zwyciężczyni  | 2.  | 16 czerwca 1968      | Casablanca      | Ceglana         | Carol Sherriff         | Virginia Caceres Helen Gourlay            | 6:2, krecz      |
| Zwyciężczyni  | 3.  | 18 sierpnia 1968     | Knokke-Heist    | Ceglana         | Carol Sherriff         | Helga Schultze Judy Tegart                | 4:6, 6:4, 6:4   |
| Zwyciężczyni  | 4.  | 2 października 1968  | Paryż           | Ceglana         | Monique Salfati        | Rosie Darmon Janine Lieffrig              | 8:6, 6:2        |
| Zwyciężczyni  | 5.  | 30 marca 1969        | Nicea           | Ceglana         | Betty Stöve            | Robin Lloyd Winnie Shaw                   | 7:5, 6:4        |
| Zwyciężczyni  | 6.  | 6 kwietnia 1969      | Monte Carlo     | Ceglana         | Rosie Darmon           | Robin Lloyd Winnie Shaw                   | 6:4, 6:2        |
| Finalistka    | 1.  | 21 kwietnia 1969     | Monte Carlo     | Ceglana         | Françoise Durr         | Ann Haydon-Jones Virginia Wade            | 6:1, 4:6, 3:6   |
| Finalistka    | 2.  | 18 maja 1969         | Bruksela        | Ceglana         | Rosie Darmon           | Françoise Durr Ann Haydon-Jones           | 9:7, 3:6, 1:6   |
| Zwyciężczyni  | 7.  | 27 lipca 1969        | Indianapolis    | Ceglana         | Lesley Turner Bowrey   | Emilie Burrer Linda Tuero                 | 6:0, 10:8       |
| Finalistka    | 3.  | 17 sierpnia 1969     | Haverford       | Trawiasta       | Lesley Hunt            | Margaret Smith Court Virginia Wade        | 3:6, 0:6        |
| Zwyciężczyni  | 8.  | 16 marca 1970        | Menton          | Ceglana         | Marilyn Aschner        | Trudy Groenman-Walhof Marijke Schaar      | 6:3, 6:1        |
| Zwyciężczyni  | 9.  | 22 marca 1970        | Nicea           | Ceglana         | Lexie Crooke           | Monique Di Maso Daniela Porzio            | 6:2, 6:3        |
| Zwyciężczyni  | 10. | 30 marca 1970        | Monte Carlo     | Ceglana         | Lexie Crooke           | Silvana Lazzarino Lea Percoli             | 7:5, 7:5        |
| Zwyciężczyni  | 11. | 12 kwietnia 1970     | Nicea           | Ceglana         | Helga Niessen Masthoff | Marilyn Aschner Julie Heldman             | 6:3, 6:3        |
| Zwyciężczyni  | 12. | 19 kwietnia 1970     | Monte Carlo     | Ceglana         | Françoise Durr         | Winnie Shaw Virginia Wade                 | 6:2, 6:3        |
| Zwyciężczyni  | 13. | 7 czerwca 1970       | French Open     | Ceglana         | Françoise Durr         | Rosie Casals Billie Jean King             | 6:1, 3:6, 6:3   |
| Zwyciężczyni  | 14. | 26 lipca 1970        | Cincinnati      | Ceglana         | Rosie Casals           | Helen Gourlay Pat Walkden                 | 12:10, 6:1      |
| Zwyciężczyni  | 15. | 2 sierpnia 1970      | Indianapolis    | Ceglana         | Rosie Casals           | Helen Gourlay Pat Walkden                 | 6:2, 6:2        |
| Zwyciężczyni  | 16. | 9 sierpnia 1970      | Haverford       | Trawiasta       | Françoise Durr         | Mary-Ann Eisel Valerie Ziegenfuss         | 6:3, 6:2        |
| Finalistka    | 4.  | 30 sierpnia 1970     | South Orange    | Trawiasta       | Françoise Durr         | Rosie Casals Virginia Wade                | 3:6, 4:6        |
| Zwyciężczyni  | 17. | 20 września 1970     | Paryż           | Ceglana         | Rosie Darmon           | Odile de Roubin Claudine Rouire           | 6:2, 6:1        |
| Finalistka    | 5.  | 7 lutego 1971        | Christchurch    | Trawiasta       | Evonne Goolagong       | Kathleen Harter Winnie Shaw               | 4:6, 6:4, 5:7   |
| Zwyciężczyni  | 18. | 18 kwietnia 1971     | Palermo         | Ceglana         | Helga Schultze-Hösl    | Miroslava Holubová Marie Neumanová        | 6:4, 6:3        |
| Zwyciężczyni  | 19. | 25 kwietnia 1971     | Katania         | Ceglana         | Helga Schultze-Hösl    | Pam Teeguarden Virginia Wade              | 6:4, 6:4        |
| Zwyciężczyni  | 20. | 2 maja 1971          | Paryż           | Ceglana         | Rosie Darmon           | Brenda Kirk Laura Rossouw                 | 6:2, 10:8       |
| Zwyciężczyni  | 21. | 5 czerwca 1971       | French Open     | Ceglana         | Françoise Durr         | Helen Gourlay Kerry Harris                | 6:4, 6:1        |
| Finalistka    | 6.  | 10 lipca 1971        | Newport         | Trawiasta       | Winnie Shaw            | Helen Gourlay Kerry Harris                | 3:6, 6:8        |
| Finalistka    | 7.  | 2 sierpnia 1971      | Wenecja         | Ceglana         | Françoise Durr         | Billie Jean King Judy Tegart Dalton       | 6:3, 4:6, 4:6   |
| Finalistka    | 8.  | 8 sierpnia 1971      | Cincinnati      | Twarda          | Winnie Shaw            | Helen Gourlay Kerry Harris                | 4:6, 4:6        |
| Finalistka    | 9.  | 11 września 1971     | US Open         | Trawiasta       | Françoise Durr         | Rosie Casals Judy Tegart Dalton           | 3:6, 3:6        |
| Zwyciężczyni  | 22. | 23 kwietnia 1972     | Nicea           | Ceglana         | Katja Ebbinghaus       | Helga Niessen Masthoff Heide Orth         | 11:9, 9:11, 6:4 |
| Finalistka    | 10. | 2 maja 1972          | Rzym            | Ceglana         | Rosalba Vido           | Lesley Hunt Olga Morozowa                 | 3:6, 4:6        |
| Zwyciężczyni  | 23. | 22 października 1972 | Barcelona       | Ceglana         | Nathalie Fuchs         | Michèle Gurdal Monique Van Haver          | 6:4, 6:2        |
| Zwyciężczyni  | 24. | 4 marca 1973         | Fort Lauderdale | Ceglana         | Virginia Wade          | Evonne Goolagong Janet Young              | 4:6, 6:3, 6:2   |
| Finalistka    | 11. | 11 marca 1973        | Dallas          | Dywanowa (hala) | Virginia Wade          | Evonne Goolagong Janet Young              | 2:6, 2:6        |
| Zwyciężczyni  | 25. | 8 kwietnia 1974      | Nicea           | Ceglana         | Maria Nasuelli         | Lucia Bassi Lea Pericoli                  | 1:6, 6:2, 6:0   |
| Zwyciężczyni  | 26. | 4 maja 1974          | Lee-on-Solent   | Ceglana         | Patti Hogan            | Mandy Morgan Pam Whytcross                | 6:1, 6:0        |
| Finalistka    | 12. | 15 czerwca 1974      | French Open     | Ceglana         | Katja Ebbinghaus       | Chris Evert Olga Morozowa                 | 4:6, 6:2, 1:6   |
| Zwyciężczyni  | 27. | 11 sierpnia 1974     | Indianapolis    | Ceglana         | Julie Heldman          | Chris Evert Jeanne Evert                  | 6:3, 6:1        |
| Zwyciężczyni  | 28. | 18 sierpnia 1974     | Toronto         | Twarda          | Julie Heldman          | Chris Evert Jeanne Evert                  | 6:3, 6:4        |
| Finalistka    | 13. | 25 sierpnia 1974     | Newport         | Trawiasta       | Julie Heldman          | Lesley Charles Sue Mappin                 | 2:6, 5:7        |
| Finalistka    | 14. | 31 marca 1975        | Monte Carlo     | Ceglana         | Florence Guédy         | Lucia Bassi Lea Pericoli                  | 5:7, 6:7        |
| Finalistka    | 15. | 5 maja 1975          | Nicea           | Ceglana         | Rosie Darmon           | Lucia Bassi Daniela Porzio Marzano        | 0:6, 6:1, 1:6   |
| Finalistka    | 16. | 10 sierpnia 1975     | Indianapolis    | Ceglana         | Julie Heldman          | Fiorella Bonicelli María-Isabel Fernández | 6:3, 5:7, 3:6   |
| Finalistka    | 17. | 18 kwietnia 1976     | Monte Carlo     | Ceglana         | Rosie Darmon           | Katja Ebbinghaus Helga Niessen Masthoff   | 3:6, 5:7        |
| Zwyciężczyni  | 29. | 14 czerwca 1976      | French Open     | Ceglana         | Fiorella Bonicelli     | Kathleen Harter Helga Niessen Masthoff    | 6:4, 1:6, 6:3   |
| Finalistka    | 18. | 18 kwietnia 1977     | Monte Carlo     | Ceglana         | Rosie Darmon           | Katja Ebbinghaus Helga Niessen Masthoff   | 3:6, 5:7        |
| Zwyciężczyni  | 30. | 23 kwietnia 1978     | Nicea           | Ceglana         | Fiorella Bonicelli     | Helena Anliot Elvira Weisenberger         | 3:6, 6:3, 7:5   |
| Finalistka    | 19. | 10 czerwca 1978      | French Open     | Ceglana         | Lesley Turner Bowrey   | Mima Jaušovec Virginia Ruzici             | 7:5, 4:6, 6:8   |
| Zwyciężczyni  | 31. | 30 marca 1980        | Nicea           | Ceglana         | Helga Niessen Masthoff | Petra Delhees Christiane Jolissaint       | 6:4, 6:4        |

### Gra mieszana 19 (12–7)

#### Przed Erą Open 8 (4–4)
| Końcowy wynik     | Nr | Data              | Turniej     | Nawierzchnia | Partner         | Przeciwnicy                                   | Wynik finału                |
| ----------------- | -- | ----------------- | ----------- | ------------ | --------------- | --------------------------------------------- | --------------------------- |
| Finalistka        | 1. | 15 listopada 1964 | Brisbane    | Trawiasta    | Tony Roche      | Robyn Ebbern Owen Davidson                    | 3:6, 5:7                    |
| Zwyciężczyni      | 1. | 11 kwietnia 1965  | Nicea       | Ceglana      | Tom Okker       | Christiane Mercelis Robin Sanders             | 6:3, 6:4                    |
| Nierozstrzygnięte | 2. | 3 maja 1965       | Paryż       | Ceglana      | Michel Leclercq | Jill Blackman Robin Sanders                   | 6:4, przerwany przez deszcz |
| Finalistka        | 3. | 17 sierpnia 1965  | Kitzbühel   | Ceglana      | Bob Maud        | Jitka Volavková Jiří Javorský                 | 0:6, 7:9                    |
| Finalistka        | 4. | 6 marca 1966      | Curaçao     | Ceglana      | Martin Mulligan | Norma Baylon Nikola Pilić                     | 10:12, 4:6                  |
| Zwyciężczyni      | 2. | 8 stycznia 1967   | Perth       | Trawiasta    | Tony Roche      | Margaret Smith Court Brian Bowman             | 9:7, 6:4                    |
| Zwyciężczyni      | 3. | 10 marca 1968     | Kair        | Ceglana      | Bob Carmichael  | Lea Pericoli Ismail El Shafei                 | 6:4, 6:1                    |
| Zwyciężczyni      | 4. | 17 marca 1968     | Aleksandria | Ceglana      | Bob Carmichael  | Carole Kalogeropoulos Nicholas Kalogeropoulos | 6:1, 6:2                    |

#### W Erze Open 11 (8–3)
| Końcowy wynik | Nr | Data             | Turniej   | Nawierzchnia  | Partner                 | Przeciwnicy                            | Wynik finału    |
| ------------- | -- | ---------------- | --------- | ------------- | ----------------------- | -------------------------------------- | --------------- |
| Finalistka    | 1. | 26 maja 1968     | Bruksela  | Ceglana       | Jean-Baptiste Chanfreau | Fay Moore James Jim Moore              | 6:4, 1:6, 4:6   |
| Zwyciężczyni  | 1. | 28 lipca 1968    | Deauville | Ceglana       | Jean-Baptiste Chanfreau | Rosie Darmon Mark Cox                  | 9:7, 6:4        |
| Zwyciężczyni  | 2. | 25 sierpnia 1968 | Stambuł   | Ceglana       | Owen Davidson           | Carmen Mandarino José Edison Mandarino | 5:7, 6:2, 6:3   |
| Zwyciężczyni  | 3. | 1 września 1968  | Ankara    | Ceglana       | Owen Davidson           | Lesley Turner Bowrey Bob Maud          | tytuł wspólny   |
| Zwyciężczyni  | 4. | 8 września 1968  | Burummana | Ceglana       | Ray Ruffels             | Fay Moore James Jim Moore              | 6:2, 6:4        |
| Finalistka    | 2. | 4 maja 1969      | Neaopl    | Ceglana       | Patricio Rodríguez      | Helen Gourlay Allan Stone              | 2:6, 3:6        |
| Zwyciężczyni  | 5. | 2 marca 1970     | Lyon      | Twarda (hala) | Paul Hutchins           | Odile de Roubin Sever Dron             | 7:5, 6:3        |
| Zwyciężczyni  | 6. | 4 kwietnia 1971  | Nicea     | Ceglana       | Pierre Barthès          | Miroslava Holubová František Pála      | 6:4, 6:2        |
| Finalistka    | 3. | 2 maja 1971      | Paryż     | Ceglana       | Jean-Loup Rouyer        | Rosie Darmon Jan Leschly               | 4:6, 10:12      |
| Zwyciężczyni  | 7. | 23 kwietnia 1972 | Nicea     | Ceglana       | Frew McMillan           | Daniela Porzio Marzano Pietro Marzano  | 11:9, 9:11, 6:4 |
| Zwyciężczyni  | 8. | 13 lipca 1974    | Dublin    | Trawiasta     | Colin Dowdeswell        | Raquel Giscafré Ray Keldie             | 6:2, 5:7, 6:D1  |